# Hladno orožje
Hladno orožje ali orožje za boj iz bližine  je vsako orožje, ki ga držimo v eni ali obeh rokah in ga uporabljamo za boj v svoji neposredni bližini.
Zakon o orožju Republike Slovenije v 30. točki 4. člena definira hladno orožje kot »predmeti, kot so boksarji, hladno orožje prikrito v druge predmete splošne rabe, kot so bodala skrita v sprehajalno palico, boksar na držalu noža, britvica prikrita v kreditno kartico, ipd., ter bodala na vzmet, metuljček bodala, gumijevke, tonfe in drugi predmeti, ki so prirejeni za napad«.

## Kategorije orožja
- bojni kljun
- bojni kij
- bojni mlat
- bojna sekira
- bodalo
- buzdovan
- meč
- sablja
- orožja na drogu
- bajonet
- Boksar
- bojni nož
- sai